# Distretto di Hrubieszów
Il distretto di Hrubieszów (in polacco powiat hrubieszowski) è un distretto polacco appartenente al voivodato di Lublino.

## Geografia antropica

### Suddivisioni amministrative
Il distretto comprende 8 comuni.
- Comuni urbani: Hrubieszów
- Comuni rurali: Dołhobyczów, Horodło, Hrubieszów, Mircze, Trzeszczany, Uchanie, Werbkowice